# Peripetie
Als Peripetie (von griechisch περιπέτεια: „plötzlicher Umschlag, unerwartetes Unglück/Glück“; im Drama: „durch plötzlichen Umschlag bewirkte Lösung des Knotens“) bezeichnet man ein Umschlagen des Glücks/Unglücks oder den entscheidenden Wendepunkt im Schicksal eines Menschen.
Die Peripetie wird als Begriff der Tragödientheorie in Aristoteles’ Poetik erstmals verwendet: Die Peripetie ist eine bestimmte Art der Änderung des Handlungsablaufs. Ihr Vorkommen sei ein Merkmal der besten, wirkungsvollsten Form der Tragödie. Der Begriff wird später auch auf andere Gattungen als die Tragödie ausgeweitet. Peripetie in diesem weiten Sinne ist ein Umschwung der Handlung, wodurch die Katastrophe oder die Lösung des Problems eingeleitet wird. Der Umschwung sollte sich möglichst aus der Handlung selbst ergeben, nicht übernatürlichen Ursprungs sein und auch nicht von außen kommen.
Im klassischen in fünf Akten aufgebauten Schauspiel (Regeldrama) ist die Peripetie meist Inhalt des dritten Aktes, in Dreiaktern ereignet sie sich am Ende des zweiten oder zu Beginn des dritten Aktes. Dabei stellt sie den Höhepunkt und damit die allgemeine Wendung innerhalb der Handlung dar, in der sich die in den ersten beiden Akten gebildeten Probleme zu lösen beginnen. Bei Schillers Die Räuber wird in der Karl-Handlung die idyllische Szene an der Donau (2. Szene, 3. Akt) als Peripetie bezeichnet, da er dort die Sinnhaftigkeit seiner Revolution gegen die bestehenden Gesellschaftsstrukturen erstmals hinter der Liebe zu Amalia sieht. Besonders starke Wirkung entfaltet die Peripetie, wenn sie mit einer  Anagnorisis, dem plötzlichen Erkennen einer Person oder eines Sachverhalts, kombiniert wird.
Paul Heyse definierte den Wendepunkt als sogenanntes Falkenmotiv als wesentliches Merkmal einer jeden Novelle.
Im Film bezeichnet man dieses Konzept als plot point.